# Stenopausa elongatissima
Stenopausa elongatissima är en skalbaggsart som beskrevs av Stefan von Breuning 1940. Stenopausa elongatissima ingår i släktet Stenopausa och familjen långhorningar. Inga underarter finns listade i Catalogue of Life.